# Tilleul commun
Hybride
Parent A probable de l'hybridation 
  Tilia cordata 
×

Parent  B de l'hybridation 
  Tilia platyphyllos 
Classification phylogénétique
Le Tilleul commun (Tilia ×europaea L.) est un arbre du genre Tilia et de la famille des Tiliaceae, ou des Malvaceae, sous-famille des Tilioideae, selon la classification phylogénétique.
C'est une espèce originaire des régions tempérées d'Europe, à feuilles simples.
Seules trois espèces de Tilia sont admises comme espèce source. Cependant, jusqu'à présent, aucune méthode permettant de distinguer ces trois espèces d'autres espèces de Tilia présentes en Europe n'a été établie.

## Maladies et parasitoses

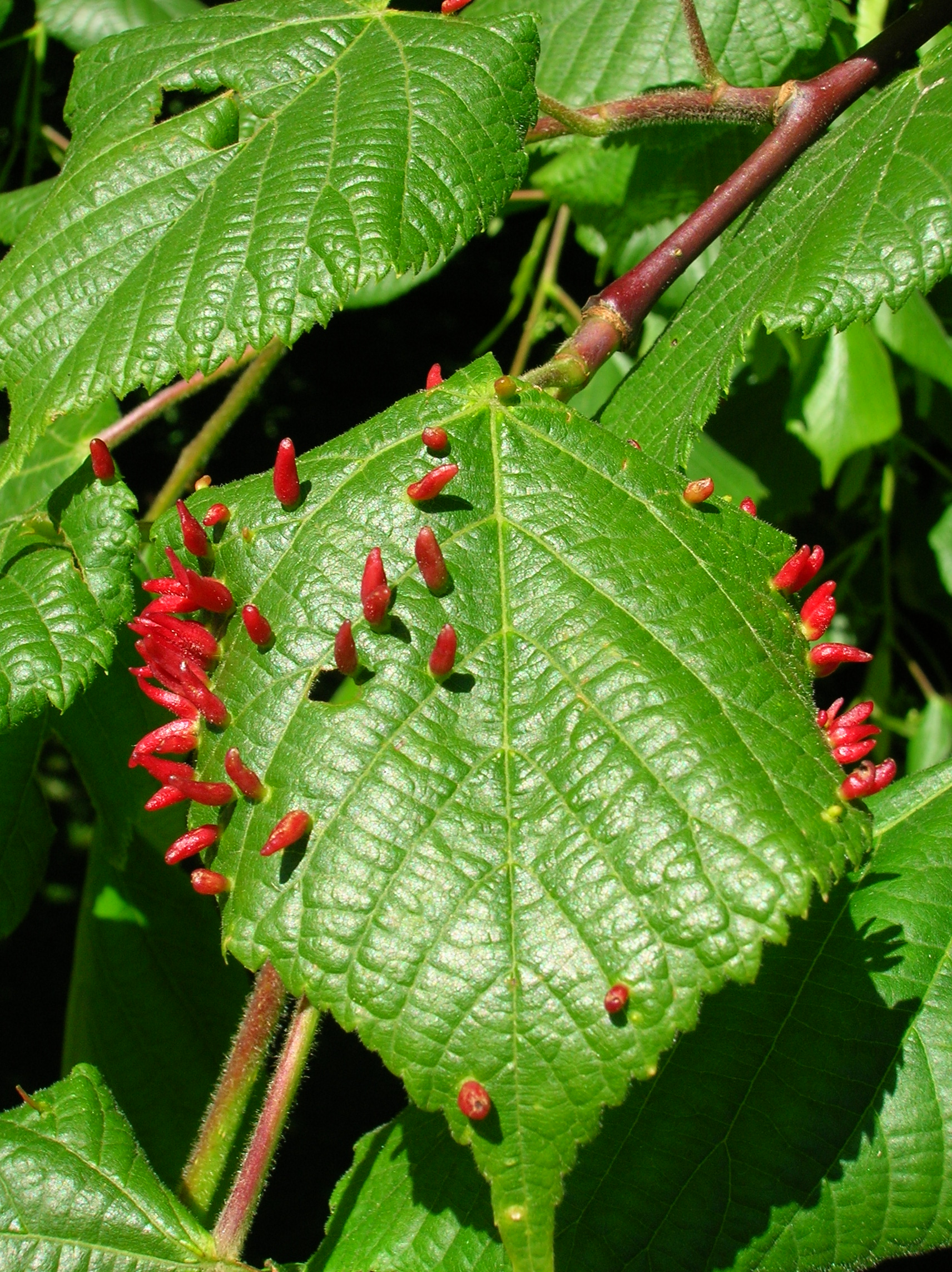
Galle provoquée par Eriophyes tiliae tiliae.

Sur le limbe supérieur des feuilles se forment des galles en cornicule formées par une réaction des tissus de la tige à la présence d'œufs puis de larves de l'acarien Eriophyes tiliae, appelée aussi « Phytopte du tilleul ».
Ces excroissances, d'abord verdâtres puis rouges, forment une touffe de poils à leur base qui obstrue le minuscule opercule de la galle.
Ces galles affectent très peu la vigueur de l'arbre car les larves quittent l'arbre dès l'automne pour s'installer sur les rameaux, sous l'écorce ou à la base des bourgeons où elles passeront l'hiver.

## Utilisation

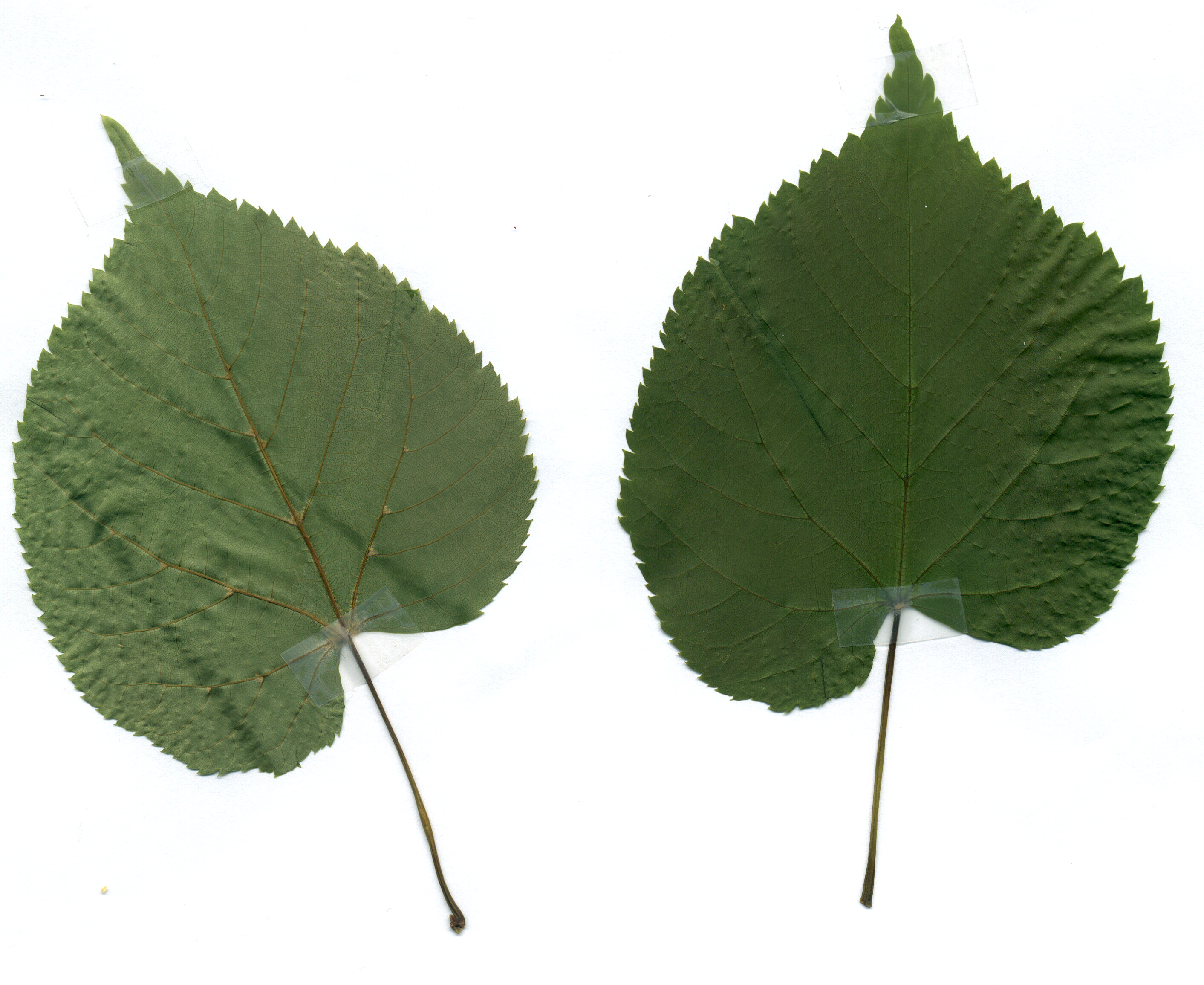

Les fleurs de tilleul sont traditionnellement utilisées comme plantes médicinales.
Elles contiennent de faibles quantités (0,038 à 0,050 %) constituée principalement de farnésol.
Les graines, quant à elles, contiennent entre 28 et 58 % d'huile végétale.

Elle est utilisée pour traiter l'inflammation et l'irritation des muqueuses encas de rhume, de pharyngite et d'amygdalite.
La fleur de tilleul est une matière végétale largement utilisée chez les patients dans le traitement des symptômes du rhume et des inflammations des muqueuses.
L'objectif de cette étude était d'isoler et d'identifier les principales procyanidines présentes dans les fleurs de tilleul à petites feuilles et d'évaluer leur influence sur la réponse inflammatoire des neutrophiles humains ex vivo.
Les travaux phytochimiques ont permis d'isoler dix composés.
Les résultats obtenus soutiennent partiellement l'utilisation traditionnelle de l'infusion de fleurs de tilleul dans le traitement des symptômes d'inflammation et d'irritation des muqueuses dans le rhume, la pharyngite et l'amygdalite.
Traitement des symptômes du stress mental :
Les fleurs de tilleul sont traditionnellement utilisées à des fins médicales pour le traitement des symptômes du stress mental.
Dans cette étude six alcaloïdes différents - non décrits jusqu'à présent - ont été détectés dans les fleurs de Tilia cordata et de Tilia platyphyllos, espèces proches de Tilia ×europaea L.
Ils ont été isolés et caractérisés comme des alcaloïdes présentant une sous-structure dihydro-pyrrole et pipéridine, respectivement.
En outre, ces alcaloïdes sont présents dans les extraits d'eau chaude, qui sont généralement utilisés en médecine traditionnelle.

## Longévité
Un exemple de la longévité de cet arbre a été le « Tilleul de Malmvik », planté en 1618 près de Malmvik Manor à Stockholm en Suède. L'arbre a vécu 381 ans, jusqu'à ce que sa dernière partie tombe lors d'une tempête en 1999.

## Liens externes

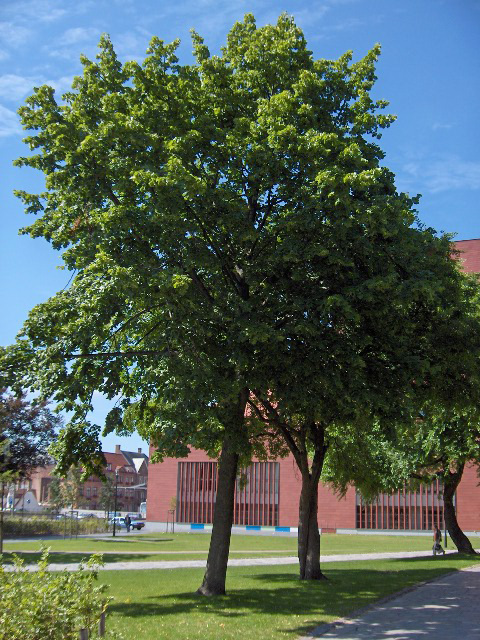
Allure
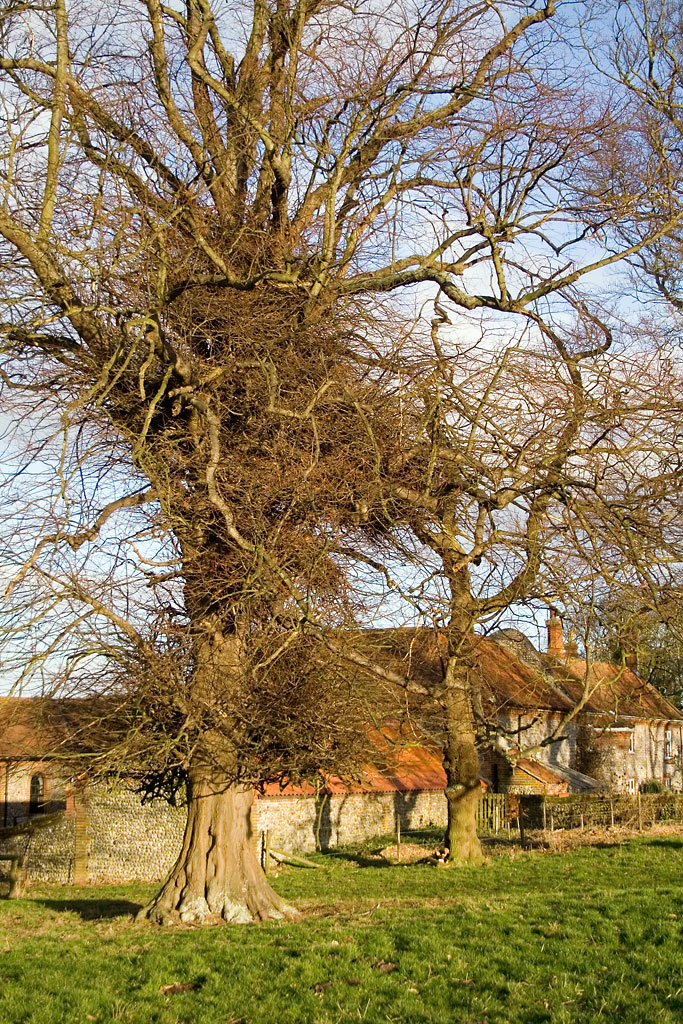
En hiver
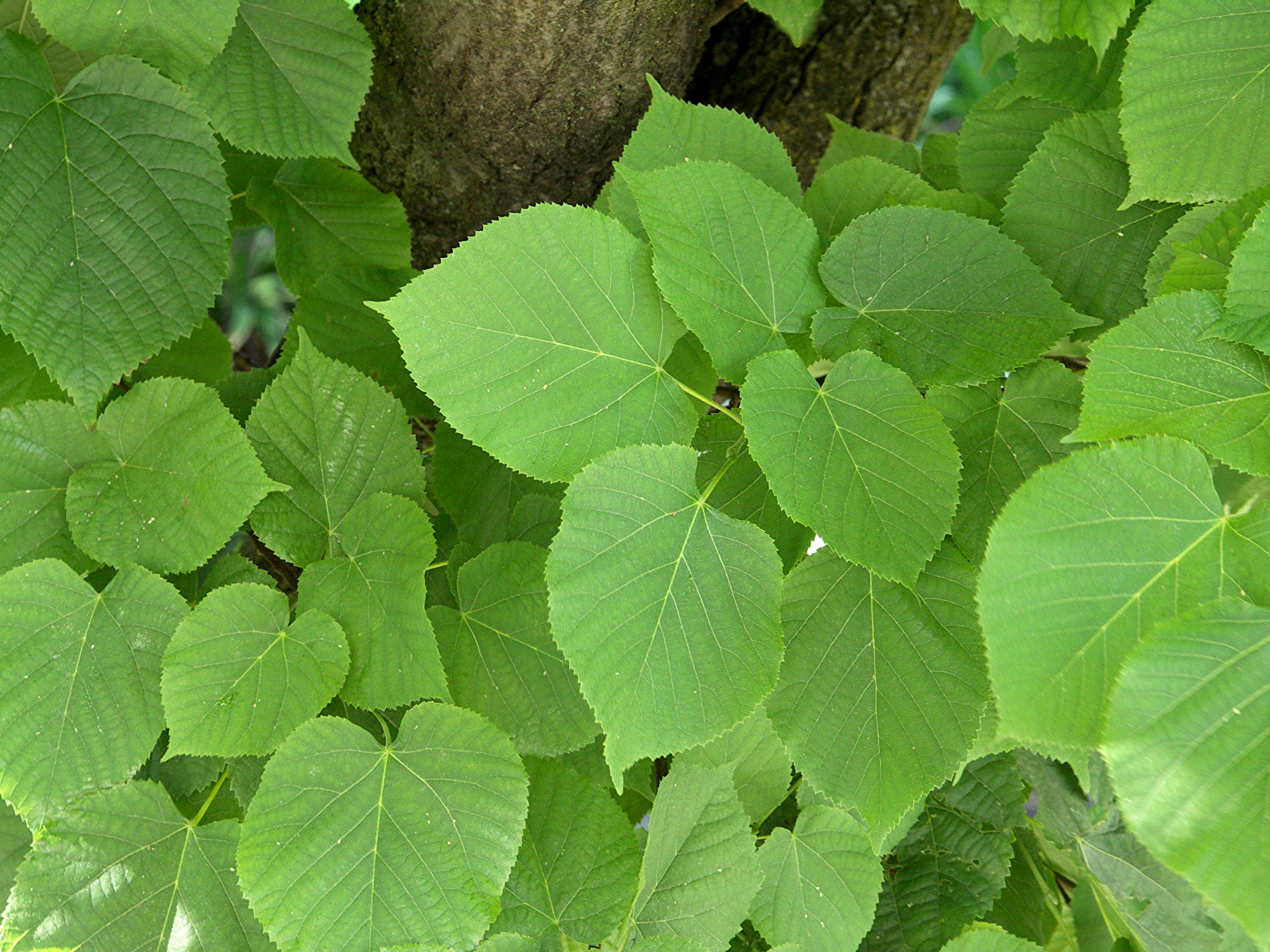
Feuillage
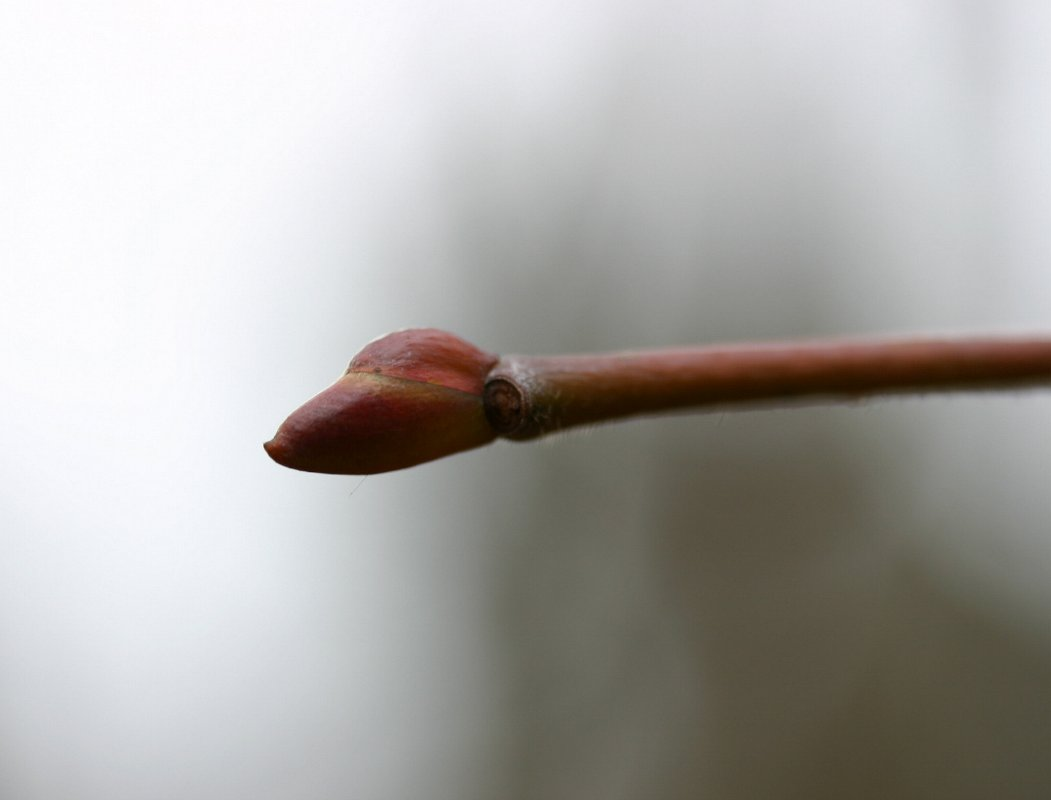
Bourgeon
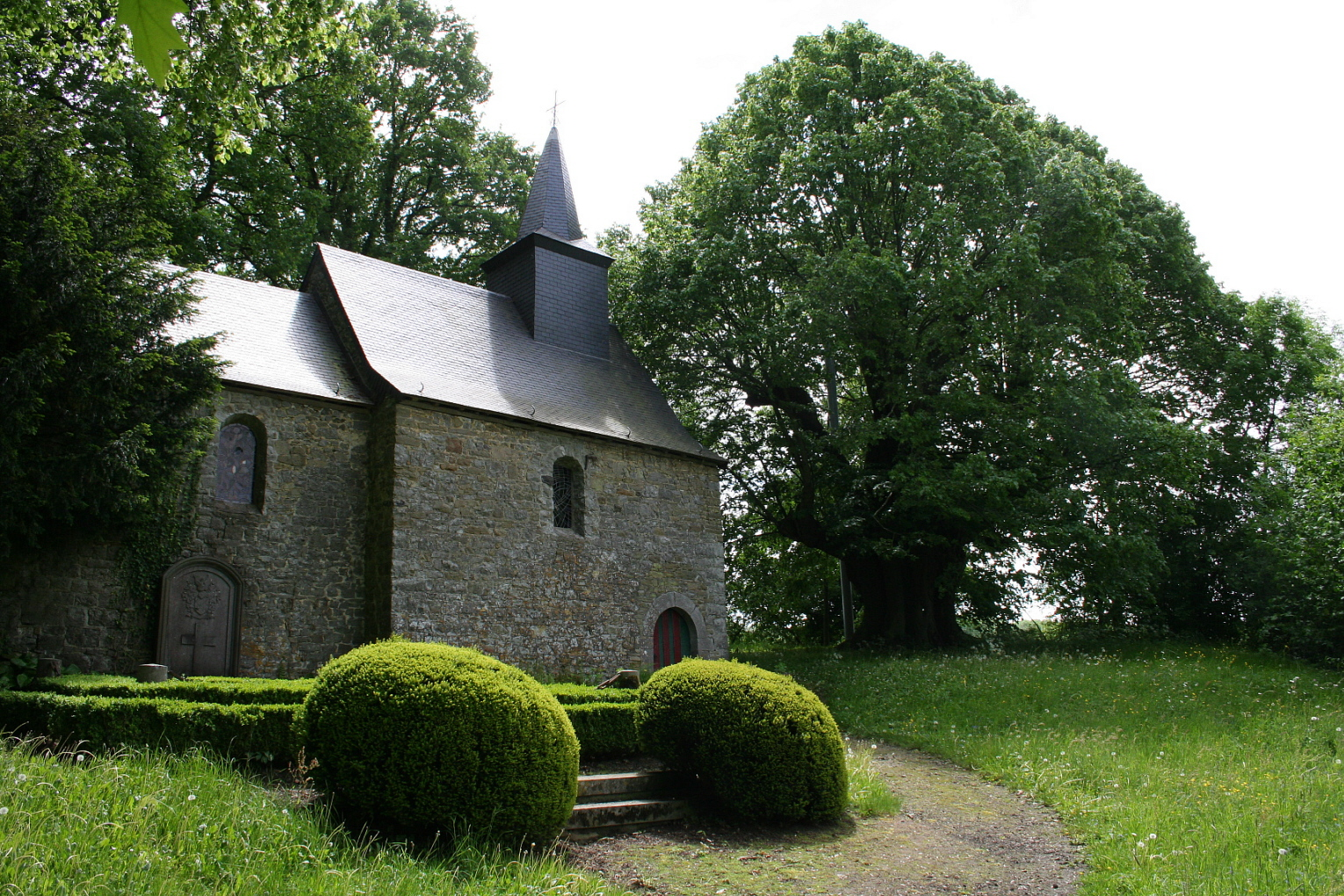
Tilleul commun remarquable de Doyon (Belgique).
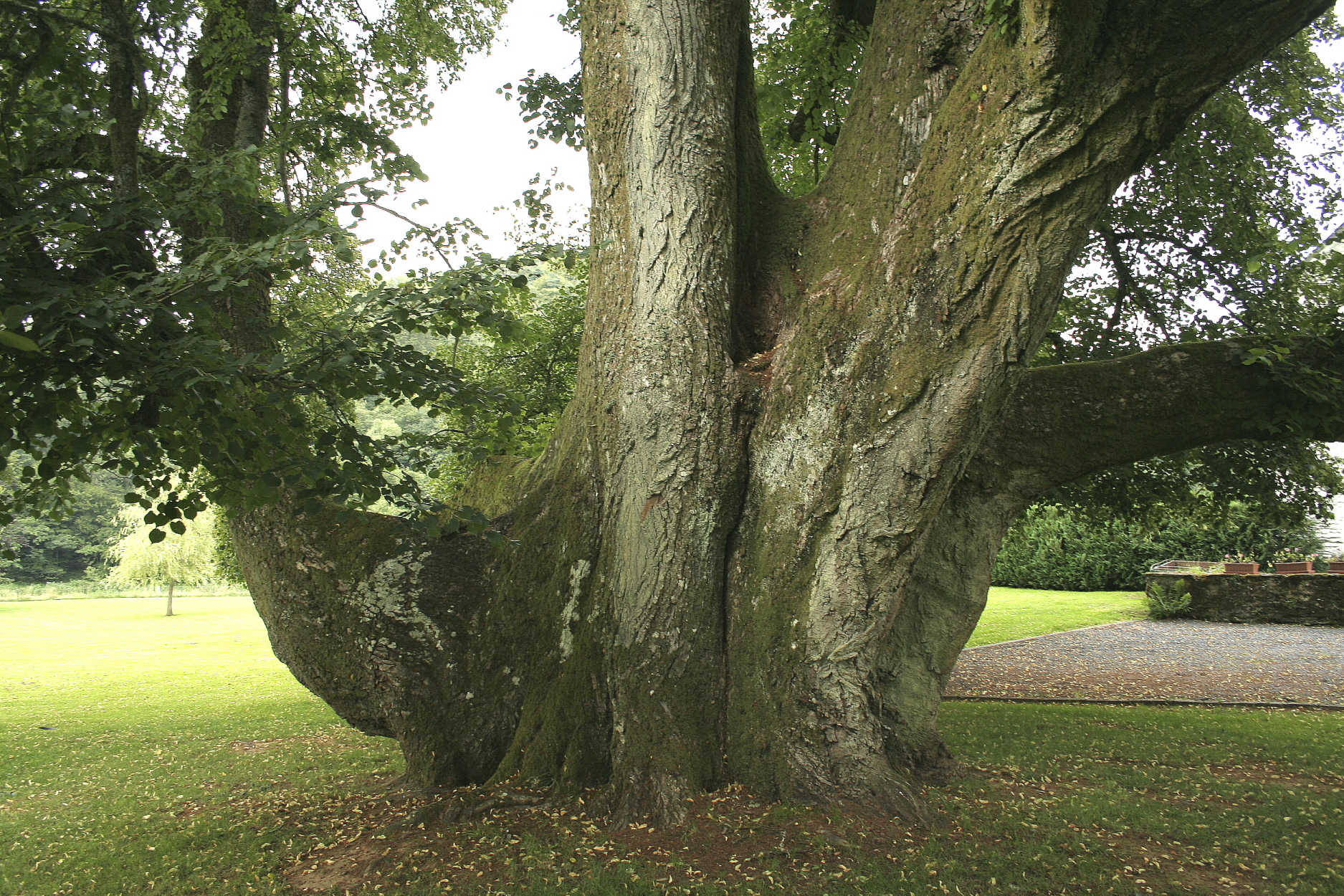
Tilleul commun remarquable de Sainte-Cécile (Belgique).
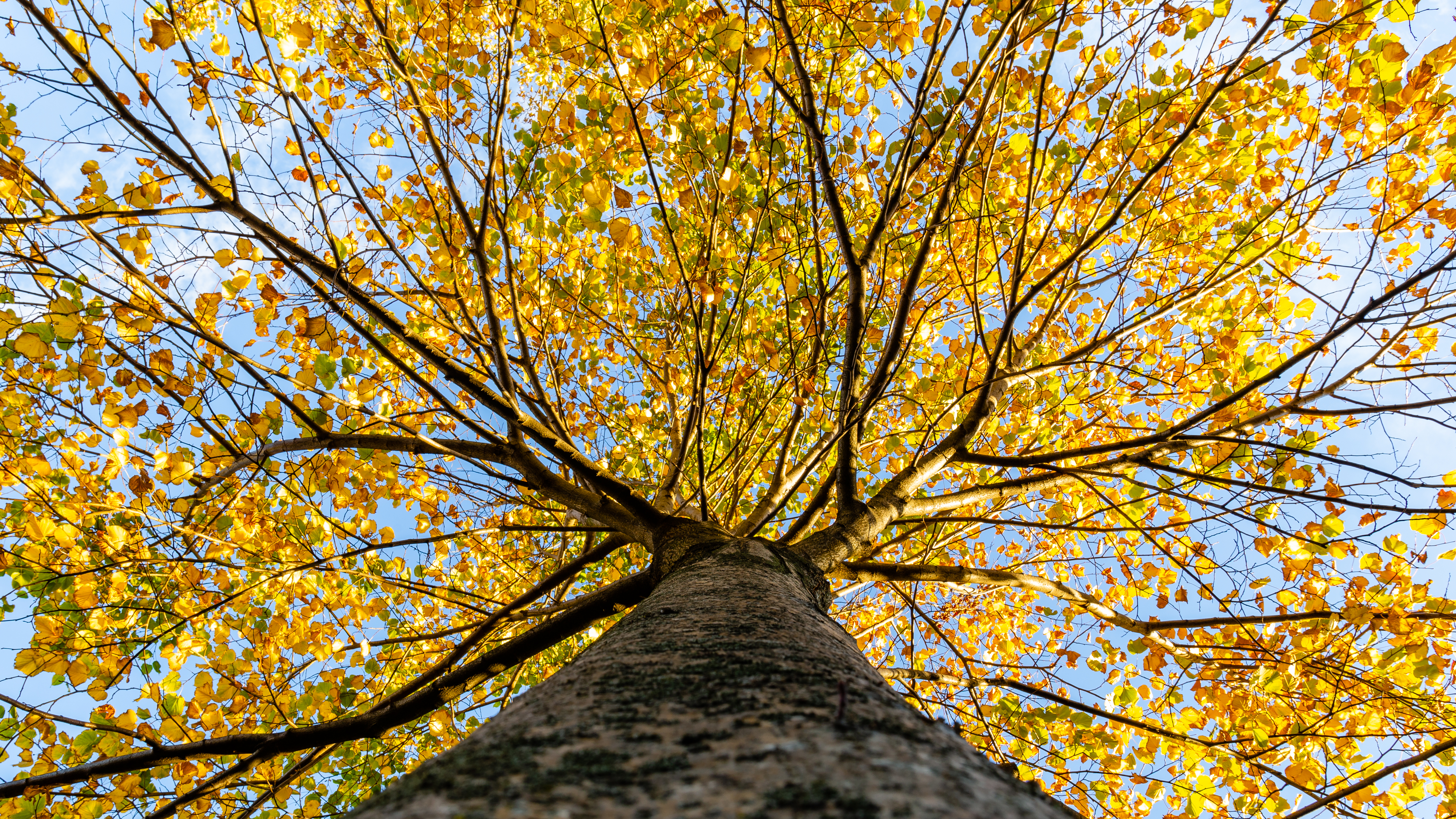
Tilleul commun en automne en Nouvelle-Zélande. Avril 2020.
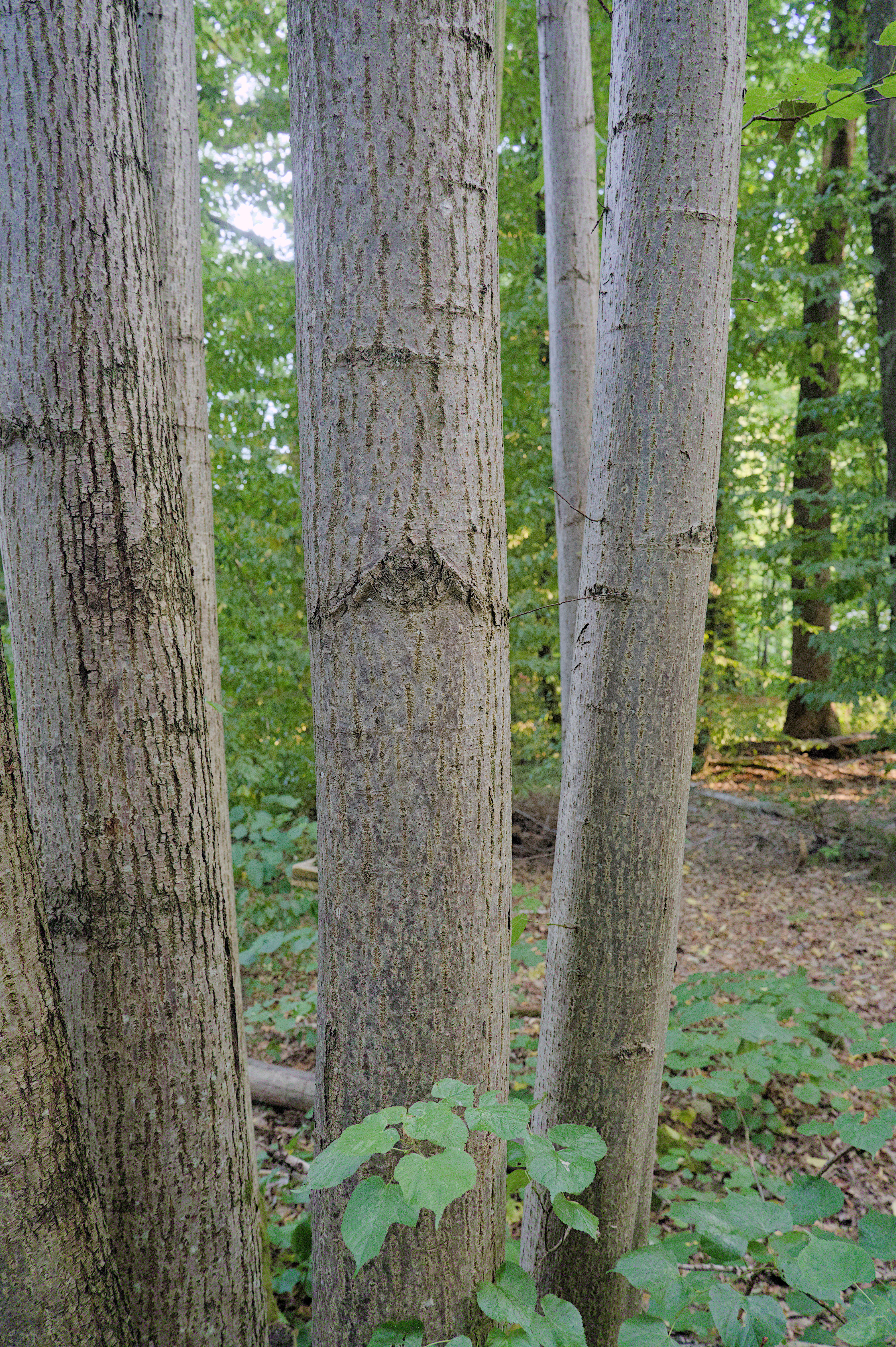
Troncs

## Synonymes
- Tilia intermedia DC.
- Tilia vulgaris Hayne